# Apol·loni Moló
Apol·loni Moló (en grec antic: Άπολλώνιος Μόλων, llatí: Apollonius Molon) va ser un orador i rètor de l'antiga Grècia natural d'Alabanda (Àsia Menor) que es va establir a Rodes, però sembla que també va ensenyar retòrica a Roma per un temps, perquè Ciceró el menciona com un gran orador davant dels tribunals de justícia i un gran mestre, i afirma que l'any 88 aC en va rebre lliçons a Roma.
L'any 81 aC, quan Sul·la era dictador, Apol·loni va tornar a Roma com a ambaixador de l'Illa de Rodes, moment en què Ciceró va tornar a beneficiar-se de les seves lliçons. Quatre anys després, quan Ciceró va tornar d'Àsia, va romandre un temps a Rodes i va tenir l'oportunitat d'admirar l'eloqüència d'Apol·loni davant dels tribunals i les seves qualitats com a mestre.
També es diu que era un gran escriptor, però no ha arribat cap obra seva. Sembla que els seus llibres tractaven de temes retòrics i també sobre poemes homèrics. També, en alguna de les seves obres, va parlar contra els jueus. Juli Cèsar va ser també un dels seus deixebles.